# Nick Peterson
Nick Peterson (Perth, 24 gennaio 1973) è un cantante, compositore, regista e sceneggiatore britannico di origine scozzese.

## Biografia
Nick Peterson, noto con gli pseudonimi Virtual Alien e Old Nick, nasce nel 1973 a Perth Scozia. Durante la sua carriera di cantante e compositore musicale, cominciata nel 1987 all'età di soli 14 anni, incide diversi album tra cui War of Love, King of the World, Old Nick.

### Carriera
Come regista ha diretto il suo primo lungometraggio nel 1997 e da allora ha cominciato a scrivere e dirigere altri 12 tra film e documentari (Una storia scritta sui muri di Londra, E.s.t. show televisivi, Bruciando dall'interno, Speed of Ligtht, Dentro e fuori dal pianeta terra...).

## Discografia
- 1987 : Old Nick
- 1988 : War of Love
- 1989 : Devil Inside
- 1992 : King of the World
- 1995 : The White and Black Side
- 1997 : Loud Mouth
- 2000 : V.A. Presents Old Nick
- 2001 : Debut de Siecle
- 2002 : Dance
- 2005 : Soundtrack: Music for Films
- 2007 : Speed of Light: Soundtrack
- 2009 : Debut

## Filmografia
- 1997 : With a Mouse (to your mouth) di Nick Peterson
- 1999 : Digital Broadcast di Nick Peterson
- 2001 : Scary Monsters (and Super Creeps) di Nick Peterson
- 2001 : Quick Step Beyond di Nick Peterson
- 2003 : E.s.t di Nick Peterson (TV)
- 2005 : Burning from the Inside, Bruciando dall’Interno di Nick Peterson
- 2006 : In and Out of Planet Earth, Dentro e Fuori dal Pianeta Terra di Nick Peterson
- 2007 : Speed of Light di Nick Peterson
- 2010 : Writing on the Wall, Una Storia scritta sui muri di Londra di Nick Peterson